# Jean Humbert (Philologe)
Jean Humbert (* 25. November 1901 in Paris; † 18. Juni 1980 ebenda) war ein französischer Gräzist und Neogräzist.

## Leben
Jean Humbert war der einzige Sohn von Albert Humbert, einem Abteilungsleiter der Caisse des dépôts et consignations, und von Jenny Tenaille de Vaulabelle. Er war seit 1934 mit Suzanne Vendryes, der Tochter von Joseph Vendryes, verheiratet und hatte mit ihr sechs Kinder.
Nach dem Besuch des Lycée Louis-le-Grand und der École normale supérieure (seit 1920) legte er 1925 die Agrégation de lettres ab und wurde 1930 zum docteur ès lettres promoviert.
Nachdem er zunächst am Lycée d’Amiens (1929–1930) unterrichtet hatte, wurde er maître de conférences an der Faculté de Lyon (1931–1934), dann Professor für griechische Philologie an der Universität Lille (1934–1953). Mit einer Unterbrechung war er von 1942 bis 1944 Inspektor der Universität von Paris. Schließlich wurde er an die Sorbonne aufgenommen, an der er von 1953 bis 1972 lehrte.
Er war Mitglied des Verwaltungsrates und stellvertretender Generalsekretär der Association Guillaume Budé.

## Forschungsschwerpunkte
Humbert ist insbesondere bekannt für seine Dissertation über das Verschwinden des Dativs im Griechischen, mit der er über die Antike hinausgeht. Er veröffentlichte Ausgaben der Homerischen Hymnen, eine Rede des Demosthenes und der kleinen Sokratiker sowie didaktisches Material (von besonderem Erfolg war seine Syntax des Griechischen).

## Schriften
Dissertationen
- La Disparition du datif en grec (thèse de doctorat); Polycrate, l'accusation de Socrate et le Gorgias (thèse complémentaire), beide 1930.

Ausgaben
- (Hrsg.): Hymnes homériques, 1936.
- (Hrsg.): Démosthène (Plaidoyers politiques II : Contre Midias), 1959.
- (Hrsg.): Socrate et les Petits Socratiques, 1967.

Didaktisches Material
- Syntaxe grecque, 1945. – (Drei Auflagen und zahlreiche Nachdrucke)
- Manuel pratique de grec ancien, 1961.
- Histoire de la langue grecque (« Que sais-je ? », Nr. 1483), 1972.